# Damage Control
La Damage Control (o Dipartimento del Controllo dei Danni) è una società immaginaria creata da Dwayne McDuffie (testi) e Ernie Colón (disegni), pubblicata dalla Marvel Comics. La sua prima apparizione avviene in Marvel Comics Presents (Vol. 1) n. 19 (maggio 1989).
Società di ingegneria e costruzioni, la Damage Control è specializzata nella riparazione dei danni causati dai conflitti tra supereroi; inoltre dispone di una divisione per la ricerca e il salvataggio di eventuali dispersi nelle macerie.

## Storia editoriale
Nonostante la prima apparizione degli impiegati della Damage Control avvenga sotto forma di cameo in una storia di quattro pagine pubblicata sul Marvel Age Annual del 1988, l'esordio ufficiale dell'impresa edile avviene nel numero 19 dell'antologia Marvel Comics Presents, datato maggio 1989. Successivamente la Damage Control ottiene tre miniserie omonime, ognuna da quattro numeri, edite tra il 1989 e il 1991 completamente dedicate alle loro non-avventure, descritte da Dwayne McDuffie come: «Una sitcom ambientata nell'Universo Marvel». Terminate le suddette pubblicazioni, la compagnia di costruzioni è stata sovente menzionata ed ha fatto numerose apparizioni in altre testate rivestendo ruoli di rilievo anche nei crossover Civil War e World War Hulk.
Il gruppo è stato inserito ne Official Handbook of the Marvel Universe Update '89 n. 2.

## Storia
Fondata da Ann-Marie Hoag, la Damage Control ha sede a New York nel Flatiron Building ed i suoi proprietari originari sono Tony Stark e Wilson Fisk, ciascuno titolare di metà delle azioni della compagnia. Nel corso delle sue attività la compagnia ha sistemato i danni riportati al centro di New York da uno scontro tra l'Uomo Ragno, il Cavaliere Nero, She-Hulk, Thor, il Dottor Druido e un robot gigante del Riparatore, tentano di far pagare al Dottor Destino la parcella per la riparazione dell'area di un suo scontro coi Fantastici Quattro, incontrano Hulk e Silver Surfer durante un tentativo di promozione pubblicitaria e riparano la Scuola Xavier per Giovani Dotati.
Nel momento in cui la signora Hoag ottiene un seggio in politica e cede l'amministrazione della società alla giovane Robin Chapel, sia Stark che Fisk vendono la loro quota azionaria: il primo per non essere associato al noto criminale e il secondo poiché privo di qualsiasi fiducia nelle capacità gestionarie di Chapel. Ciò porta all'acquisto della Damage Control da parte della corporazione nota come Carlton Co, la cui gestione delle attività di riparazione porta la compagnia sull'orlo del fallimento tuttavia, grazie alla collaborazione dello S.H.I.E.L.D. e del suo vecchio amico Nick Fury, la signora Hoag ottiene i fondi necessari a comprare la totalità delle azioni della Damage Control divenendone la proprietaria e riuscendo inoltre a provare che la cessione della quota azionaria di Fisk è stata in realtà una mossa strategica di quest'ultimo atta a far fallire la società di modo di ricomprarla a un prezzo ribassato servendosene poi per riparare i danni di uno scontro tra supereroi e supercriminali (che ha contribuito a organizzare) ricavandone enormi profitti. tale vicenda porta una grande notorietà alla compagnia, tanto che Hollywood decide di realizzare un romanzato adattamento cinematografico del loro confronto col Kingpin, "Damage Control: The Movie".
Il Dipartimento del Controllo dei Danni viene in seguito incaricato di ricostruire il Monumento a Washington dopo uno scontro tra mutanti, lo stesso Ercole diviene un loro dipendente, dapprima solo per scontare una condanna ai lavori socialmente utili inflittagli per aver danneggiato il suolo pubblico in stato di ebbrezza e poi per guadagnarsi da vivere dopo aver perso il suo patrimonio in una causa di risarcimento col Costrittore.
Durante la guerra civile dei superumani, Wolverine scopre che il viscido broker Walter Declun, divenuto tramite sotterfugi nuovo amministratore della Damage Control, ha fornito a Nitro l'Ormone Mutante della Crescita rendendosi responsabile indiretto della distruzione di Stamford per aumentare i profitti della società, motivo per il cui lo affronta accecandolo e fornendo a Hoag le prove necessarie a licenziarlo restituendo la carica di amministratrice delegata a Chapel.
In seguito all'attacco di Hulk a Manhattan la Damage Control si occupa di ricostruire il Chrysler Building ed instituisce una divisione di ricerca e salvataggio composta prettamente da superumani, inoltre viene incaricata di ristrutturare il maniero dei Vendicatori per la nuova formazione guidata da Luke Cage e si occupa di riparare la città dopo che tutti i newyorkesi si trasformano in ragni giganti.

## Membri

### Direzione
- Ann-Marie Hoag: fondatrice, proprietaria[10] e prima amministratrice delegata della Damage Control.
- Robin Chapel: seconda amministratrice delegata[8] della Damage Control e braccio destro della signora Hoag. Dopo gli iniziali dissapori inizia una relazione con Porter.
- Walter Declun: terzo amministratore delegato della Damage Control, si sostituisce brevemente a Chapel ma viene licenziato dopo che Wolverine espone le sue azioni illegali[17].

### Amministratori
- Albert Cleary: ragioniere e revisore legale della società[5].
- Kathleen O’Meara: vicepresidente e vecchia fiamma di Ben Grimm (La Cosa)[14].
- John Porter: addetto alla gestione del budget[21] capace di trovare soluzioni pratiche e pacifiche anche ai problemi più complessi. Dopo gli iniziali dissapori inizia una relazione con Chapel.
- Bart Rozum: assistente personale di Robin Chapel[8].
- Eugene "Gene" Strausser: responsabile tecnico ed ex-supercriminale[22].

### Impiegati
- Anne: addetta alla Reception.
- Henry Ackerdson: responsabile marketing[6].
- Robbie Baldwin: brevemente impiegato come stagista.
- Kirk Eden: partner di Jim Palmetto, assegnato al Bronx per il monitoraggio delle attività di Ghost Rider[23].
- Ercole: operaio impiegato presso la società dapprima per condanna ai lavori socialmente utili[14] e poi a come dipendente effettivo[15].
- Jay: capo della sicurezza.
- Marie Leahy: analista contabile.
- Jim Palmetto: partner di Kirk Eden, assegnato al Bronx per il monitoraggio delle attività di Ghost Rider[23].
- Vincent "Vinnie" Patilio (Leap-Frog): ex-supercriminale brevemente assunto dalla compagnia.
- Rex Randolph (Edifice Rex): operaio ossessivo compulsivo che acquisisce poteri cosmici e tenta di "ripulire" l'Universo distruggendolo, viene fermato da Chapel tramite licenziamento[11].

### Divisione di ricerca e salvataggio
- Lenny Balinger: leader della divisione di ricerca e salvataggio, uomo di mezza età simile a Lee Marvin e noto per i modi burberi e risoluti.
- Abigail Dunton (Visioneer): sensitiva incaricata di percepire la presenza delle vittime.
- Tom Foster (Golia): ragazzo capace di ingigantirsi e incaricato di spostare le macerie.
- Frank Johnson (Monstro): ex-vigile del fuoco dotato di forza sovrumana.
- Eric O'Grady ("Slaying Mantis"): terzo Ant-Man, unitosi alla Damage Control usando un'identità fittizia.

## Altre versioni
Nell'universo Ultimate la Damage Control è una società di costruzione e demolizione di cui facevano parte anche i membri della Squadra Distruttrice prima che ottenessero i loro poteri.

## Altri media

### Marvel Cinematic Universe
- Una serie televisiva comica denominata Marvel's Damage Control incentrata sulla Damage Control ed i suoi impiegati ed ambientata nel Marvel Cinematic Universe, era prevista per il 2016 dalla ABC[25], ma non è mai stata prodotta. A dicembre 2019 ogni ulteriore sviluppo della serie è stato sospeso[26]. L'organizzazione è stata citata nel 2016 in un episodio della serie Agents of S.H.I.E.L.D.[27]
- Nel film Spider-Man: Homecoming (2017) l'organizzazione si chiama "Dipartimento Damage Control"; viene introdotta nel MCU come una joint venture fondata da Tony Stark in collaborazione con il governo americano a seguito delle vicende di The Avengers, atto che manderà in fallimento l'azienda di Adrian Toomes, spingendolo a diventare l'Avvoltoio[28]. Nel film appare il personaggio di Ann-Marie Hoag, interpretata da Tyne Daly. Questa versione riappare in Spider-Man: No Way Home (indicata nel doppiaggio italiano come Dipartimento Controllo dei Danni) con il personaggio dell'agente P. Clearly (interpretato dall'attore Arian Moyaed[29]) che occupa un ruolo antagonistico.

### Televisione
- La Damage Control compare in un episodio della serie animata Super Hero Squad Show per riparare la Super Hero City Library.
- Nel episodio La squadra distruttrice (Damage) della serie Ultimate Spider-Man, Nick Fury costringe il protagonista e il suo gruppo a collaborare con la Damage Control e il suo presidente Mac Porter (le cui fattezze sono ispirate a quelle di Dwayne McDuffie, autore del gruppo alla cui memoria è dedicato l'episodio) per sistemare il disastro causato a seguito di uno scontro fra i giovani eroi e la Squadra Distruttrice. Questa versione della Damage control viene citata anche nelle altre serie che componevano il blocco Marvel Universe di Disney XD:  Avengers Assemble e Hulk e gli agenti S.M.A.S.H..
- Il dipartimento Damage Control (versione dell'agenzia già introdotta nei film del Marvel Cinematic Universe dedicati a Spider-Man) appare nella serie televisiva Ms. Marvel quando i personaggi dell'agente P. Clearly di Arian Moayed (già apparso in Spider-Man: No Way Home[29]) e la sua collega Sadie Deever (interpretata da Alysia Reiner) decidono di prelevare Kamala Khan per studiare i suoi poteri.

### Videogiochi
- La Damage Control è menzionata durante un dialogo tra Spider-Man e Wolverine nel videogioco X-Men 2: La vendetta di Wolverine.
- Durante i titoli di coda di Spider-Man: Il regno delle ombre, compare un tabellone della Damage Control.
- Gli operai della Damage Control compaiono nei videogame LEGO Marvel Super Heroes e LEGO Marvel's Avengers.